# Sigambra qingdaoensis
Sigambra qingdaoensis är en ringmaskart som beskrevs av Licher och Westheide 1997. Sigambra qingdaoensis ingår i släktet Sigambra och familjen Pilargidae. Inga underarter finns listade i Catalogue of Life.